# Liste der Nummer-eins-Hits in Tschechien (2008)
Diese Liste enthält alle Nummer-eins-Hits in Tschechien im Jahr 2008. Es gab in diesem Jahr 16 Nummer-eins-Singles und 15 Nummer-eins-Alben.
| Singles | Alben |
| --- | --- |
| - Plain White T’s – Hey There Delilah - 5 Wochen (8. Dezember 2007 – 11. Januar 2008, insgesamt 8 Wochen; → 2007) - Sugababes – About You Now - 10 Wochen (12. Januar – 21. März) - Colbie Caillat – Bubbly - 7 Wochen (22. März – 9. Mai) - Kryštof – Atentát - 7 Wochen (10. Mai – 27. Juni) - Lenny Kravitz – I'll Be Waiting - 2 Wochen (28. Juni – 11. Juli) - Morandi – Angels - 4 Wochen (12. Juli – 8. August) - Enrique Iglesias – Can You Hear Me - 1 Woche (9. August – 15. August, insgesamt 4 Wochen) - Sugababes – Denial - 2 Wochen (16. August – 29. August) - Enrique Iglesias – Can You Hear Me - 3 Wochen (30. August – 19. September, insgesamt 4 Wochen) - Katka Knechtová – Môj bože - 1 Woche (20. September – 26. September, insgesamt 4 Wochen) - September – Cry for You - 1 Woche (27. September – 3. Oktober) - Katka Knechtová – Môj bože - 3 Wochen (4. Oktober – 24. Oktober, insgesamt 4 Wochen) - Katy Perry – I Kissed a Girl - 1 Woche (25. Oktober – 31. Oktober) - Coldplay – Viva la Vida - 1 Woche (31. Oktober – 7. November, insgesamt 4 Wochen; → 2009) - Shaun Baker – Hey Hi Hello - 2 Wochen (8. November – 21. November) - Guru Josh Project – Infinity 2008 - 1 Woche (22. November – 28. November) - Pink – So What - 3 Wochen (29. November – 19. Dezember) - Amy Macdonald – This Is the Life - 2 Wochen (20. Dezember 2008 – 2. Januar 2009) | - Čechomor – Koledy (Sváteční Čechomor) - 6 Wochen (1. Dezember 2007 – 11. Januar 2008) - Lucie Bílá – Woman - 3 Wochen (12. Januar – 1. Februar, insgesamt 6 Wochen; → 2007) - Lucie Vondráčková – Pelmel 1993 - 2007 - 1 Woche (2. Februar – 8. Februar, insgesamt 6 Wochen; → 2007) - Glen Hansard & Markéta Irglová – Once O.S.T. - 6 Wochen (9. Februar – 21. März) - Jaromír Nohavica – Ikarus - 3 Wochen (22. März – 11. April, insgesamt 6 Wochen) - R.E.M. – Accelerate - 1 Woche (12. April – 18. April) - Jaromír Nohavica – Ikarus - 3 Wochen (19. April – 9. Mai, insgesamt 6 Wochen) - Madonna – Hard Candy - 4 Wochen (10. Mai – 6. Juni) - Dan Bárta – Animage - 3 Wochen (7. Juni – 27. Juni) - Bratři Ebenové – Chlebíčky - 1 Woche (28. Juni – 4. Juli, insgesamt 6 Wochen) - Lucie Vondráčková – Fénix - 1 Woche (5. Juli – 11. Juli, insgesamt 2 Wochen) - Bratři Ebenové – Chlebíčky - 2 Wochen (12. Juli – 25. Juli, insgesamt 6 Wochen) - Lucie Vondráčková – Fénix - 1 Woche (26. Juli – 1. August, insgesamt 2 Wochen) - Bratři Ebenové – Chlebíčky - 3 Wochen (2. August – 22. August, insgesamt 6 Wochen) - Mamma Mia! (Soundtrack) - 4 Wochen (23. August – 19. September, insgesamt 5 Wochen) - Metallica – Death Magnetic - 5 Wochen (20. September – 24. Oktober) - Mamma Mia! (Soundtrack) - 1 Woche (25. Oktober – 31. Oktober, insgesamt 5 Wochen) - AC/DC – Black Ice - 1 Woche (1. November – 7. November) - Kabát – Corrida 2007 (Live-DVD) - 2 Wochen (8. November – 21. November) - Michal Horáček – Ohrožený druh - 14 Wochen (22. November 2008 – 27. Februar 2009) |